# 哈里森鎮區 (堪薩斯州朱厄爾縣)
哈里森鎮區（英語：Harrison Township）為位在美國堪薩斯州朱厄爾縣的鎮區。2010年美国人口普查中該鎮區人口有33人。

## 地理
哈里森鎮區涵蓋面積92.67平方（35.78平方英里）。

### 鄰近鎮區
- 朱厄爾縣
  - 蒙大拿鎮區（東）
  - 里奇蘭鎮區（東南）
  - 霍姆伍德鎮區（南）
  - 伯奧克鎮區（西南）
  - 沃爾納特鎮區（西）

### 墓園
此鎮區有3座墓園：克利夫蘭墓園（Cleveland Cemetery）、奧利弗希爾墓園（Olive Hill Cemetery）以及謝弗墓園（Shaffer Cemetery）。

## 外部連結
- U.S. Board on Geographic Names (GNIS)（页面存档备份，存于）
- United States Census Bureau cartographic boundary files（页面存档备份，存于）
- US-Counties.com
- City-Data.com（页面存档备份，存于）